# Michael Angarano
Michael Angarano (sinh ngày 3 tháng 12 năm 1987) tại Brooklyn, New York là một nam diễn viên người Mỹ gốc Italia. Anh nổi tiếng với vai Will Stronghold trong phim Sky High (2005).

## Danh sách phim
| Năm       | Tên phim                           | Vai                  | Chú thích                |
| --------- | ---------------------------------- | -------------------- | ------------------------ |
| 1997      | For Richer or Poorer               | Sammy Yoder          |                          |
| 1999      | Music of the Heart                 | Nick at 7            |                          |
| 1999      | Baby Huey's Great Easter Adventure | Nick                 |                          |
| 2000      | Almost Famous                      | Young William        |                          |
| 2001-2006 | Will & Grace                       | Elliot               | Phim truyền hình, 11 tập |
| 2002      | Little Secrets                     | Philip               |                          |
| 2002      | The New Kid                        | Austin               |                          |
| 2003      | Seabiscuit                         | Young Red Pollard    |                          |
| 2003      | Maniac Magee                       | Jeffrey Lionel Magee | Phim truyền hình         |
| 2004      | The Dust Factory                   | Rocky Mazzelli       | Phát hành hạn chế        |
| 2004      | Summerland                         | Nikki's crush        | 1 tập                    |
| 2004      | Speak                              | David Petrakis       |                          |
| 2005      | Dear Wendy                         | Freddie              | Phát hành hạn chế        |
| 2005      | Sky High                           | Will Stronghold      | Vai chính                |
| 2005      | Lords of Dogtown                   | Sid                  |                          |
| 2006      | One Last Thing...                  | Dylan                | Phát hành hạn chế        |
| 2006      | Less than Perfect                  | George Denton        | Phim truyền hình, 2 tập  |
| 2007      | The Final Season                   | Mitch Akers          |                          |
| 2007      | Man in the Chair                   | Cameron              |                          |
| 2007      | Snow Angels                        | Arthur               |                          |
| 2007      | 24                                 | Scott Wallace        | Phim truyền hình, 4 tập  |
| 2007      | Black Irish                        | Cole                 |                          |
| 2008      | The Forbidden Kingdom              | Jason Tripitikas     | Vai chính                |
| 2009      | Gentlemen Broncos                  | Benjamin Purvis      |                          |
| 2011      | The Art of Getting By              | Dustin               |                          |
| 2011      | Red State                          | Travis               |                          |
| 2011      | Noah's Ark: The New Beginning      | Townsman             | Phim hoạt hình           |
| 2011      | Ceremony                           | Sam Davis            |                          |
| 2011      | Haywire                            | Scott                |                          |
| 2023      | Oppenheimer                        | Robert Serber        |                          |